# Sandra Binder
Sandra Binder (* 29. März 1985 in Biberach an der Riß) ist eine deutsche Autorin.

## Leben
Sandra Binder ist unter Theaterleuten groß geworden und stand im Alter von fünf Jahren das erste Mal auf der Bühne. Die Liebe für das Theater erweckte ihre Leidenschaft für Geschichten aller Art und brachte Binder schon als Kind dazu, sich selbst Geschichten auszudenken und aufzuschreiben.
Heute schreibt sie unter ihrem Klarnamen Liebesromane und Theaterstücke sowie unter ihrem offenen Pseudonym Sandy M. Night Fantasyromane. Sie ist Mitglied im Phantastik-Autoren-Netzwerk.

## Veröffentlichungen (Auswahl)

### Romane
- Wenn Funken über Wolken tanzen. 'be' by Bastei Lübbe, 2018, ISBN 978-3-7325-4218-5, E-Book
- Die Frauen von Ballycastle. 'beHEARTBEAT' by Bastei Lübbe, 2018, ISBN 978-3-7325-3807-2, E-Book
- Mein (nicht ganz) perfektes Leben. 'beHEARTBEAT' by Bastei Lübbe, 2018, ISBN 978-3-7325-4797-5
- Condemned – Du und ich gegen den Rest der Welt. Selfpublishing, 2022, ISBN 978-3985952267
- Erinnerungen an Blackfield Hall. beHEARTBEAT by Bastei Lübbe, April 2023, ISBN 9783751728744

### Theaterstücke
- Frau Holle. Biberacher Schützentheater, 2022
- Das Zeitreisedingsbums. Theaterstück für die Stadt Biberach im Rahmen der Heimattage Baden-Württember, 2023
- Der Teufel mit den drei goldenen Haaren. Biberacher Schützentheater, 2023
- Aschenbrödel. Biberacher Schützentheater, 2024
- Die Gänsemagd. Biberacher Schützentheater, 2025

### Romane und Novellen (als Sandy M. Night)
- Des Teufels Jäger (Teufelstrilogie 1). Selfpublishing, Neuauflage Februar 2025, ISBN 9783759276186
- Underwolf – Die Herrschaft des Lichts. Selfpublishing, Neuauflage Dezember 2024, ISBN 9783759241214
- Legacy of the Damned – Im Schatten des Dämons, dp Digital Publishers, 2025, ISBN 9783989988286

## Preise und Nominierungen
- 2022: Shortlist-Nominierung beim Tolino Media Newcomerpreis 2022 für den Roman Condemned[1]